# Shawn Johnson
Shawn Johnson (Des Moines, Iowa, Estats Units, 19 de gener de 1992) és una gimnasta artística nord-americana, guanyadora de quatre medalles olímpiques.

## Carrera esportiva
Va destacar, a nivell internacional, als Jocs Panamericans de l'any 2007 realitzats a Rio de Janeiro (Brasil), on va aconseguir guanyar cinc medalles, quatre d'elles d'or en el concurs complet (individual), concurs complet (per equips), barres asimètriques, barra d'equilibris i la medalla de plata en l'exercici de terra.
En el Campionat del Món de gimnàstica artística realitzat a Stuttgart (Alemanya) l'any 2007 va aconseguir guanyar la medalla d'or en les proves per equips, individual general i en l'exercici de terra.
En els Jocs Olímpics d'Estiu de 2008 realitzats a Pequín (República Popular de la Xina) va aconseguir guanyar la medalla d'or en la barra d'equilibris, i la medalla de plata en el concurs general (individual), just per darrere de la seva compatriota Nastia Liukin; concurs general (per equips) i exercici de terra, just per darrere de la romanesa Sandra Izbasa.

## Televisió
L'any 2008 fou la guanyadora de la vuitena edició del concurs televisiu "Dancing with the Stars".